# Alfred Felber
Alfred Felber (19 de desembre de 1886 - Ginebra, 10 d'abril de 1967) va ser un remer suís que va competir a començaments del segle xx.
El 1920 va prendre part en els Jocs Olímpics d'Anvers, on guanyà la medalla de bronze en la competició del dos amb timoner del programa de rem, formant equip amb Edouard Candeveau i Paul Piaget.
Quatre anys més tard, als Jocs de París, guanyà la medalla d'or en la competició del dos amb timoner del programa de rem, formant equip amb Edouard Candeveau i Emile Lachapelle.